# IREM (azienda italiana)
IREM è un'azienda italiana, fondata nel 1947, che opera nei settori della gestione dell'energia elettrica e delle energie rinnovabili specializzandosi in soluzioni tecnologiche per la qualità dell'energia, l'efficienza energetica e la generazione di energia rinnovabile. Ha sede a Borgone di Susa, in provincia di Torino.

## Storia
IREM fu fondata nel 1947 da Mario Celso, un inventore con una forte passione per l'elettronica e la cinematografia. La sua carriera iniziò con lo sviluppo del primo raddrizzatore elettromeccanico per alimentare i proiettori cinematografici a carboni, una soluzione che si dimostrò fondamentale per l'industria cinematografica dell'epoca. Questo fu il primo prodotto che portò alla creazione di una linea di dispositivi per l’alimentazione e l’accensione delle lampade a scarica a gas. 
Nel corso degli anni '50, IREM espanse la propria attività, includendo la produzione di stabilizzatori di tensione e soluzioni per il controllo dell'energia elettrica. Questo sviluppo segnò l'inizio di un impegno a lungo termine nel miglioramento delle reti elettriche e nella promozione di soluzioni per una maggiore efficienza energetica.
A partire dagli anni '60, IREM iniziò a sviluppare tecnologie per la produzione di energia da fonti rinnovabili, concentrandosi principalmente sulla realizzazione di turbine idroelettriche. Questi impianti permettevano di sfruttare il salto e la portata dell’acqua per generare energia, segnando un impegno precoce dell'azienda nel campo delle energie rinnovabili.
Nel 1992, IREM e il suo fondatore Mario Celso ricevettero il Scientific and Technical Award dall'Academy of Motion Picture Arts and Sciences, in riconoscimento del contributo significativo che l’azienda aveva dato all'industria cinematografica attraverso la sua innovazione tecnologica.

## Riconoscimenti
- 1992: Scientific and Technical Award dell'Academy of Motion Picture Arts and Sciences[6].